# 宋德敏
宋德敏（1930年4月—2021年5月13日），吉林东丰人。中华人民共和国政治人物。
早年毕业于中国人民大学，后留校任教。1971年至1976年，任北京师范学院政治组负责人兼组织组负责人。1976年至1978年，改任北京市体育运动委员会政治部副主任兼组织处处长。1978年至1983年，任政协全国委员会工作组办公室主任。1983年后，任全国政协副秘书长、代秘书长、秘书长。
2021年5月13日于北京逝世。